# Янув (Козеницький повіт)
Янув (пол. Janów) — село в Польщі, у гміні Козениці Козеницького повіту Мазовецького воєводства.
Населення — 438 осіб (2011).
У 1975-1998 роках село належало до Радомського воєводства.

## Демографія
Демографічна структура станом на 31 березня 2011 року:
|          | Загалом | Допрацездатний вік | Працездатний вік | Постпрацездатний вік |
| -------- | ------- | ------------------ | ---------------- | -------------------- |
| Чоловіки | 216     | 61                 | 138              | 17                   |
| Жінки    | 222     | 49                 | 140              | 33                   |
| Разом    | 438     | 110                | 278              | 50                   |